# さよなら私の恋心
「さよなら私の恋心」（さよならわたしのこいごごろ）は、2017年9月6日にビーイングから発売された新山詩織の9枚目のシングル。

## 解説
約1年3ヶ月ぶりのリリースとなる今作は新山が新曲制作にあたり、尊敬するCharaにサウンドプロデュースしてもらえないかと依頼して実現。Charaのメロディーに新山が歌詞のアイデアを出していくスタイルで制作は進み、失恋した女性の切ない心情を歌ったミディアムバラードが完成した。MVは岩井俊二監督が担当した。
カップリングにはNTT西日本「就活応援MOVIE」テーマソングとなっている「らくがきちょう」を収録。
シングル作品としては初めて1年以上のリリース期間が空いた。
現在のところ新山詩織名義としての最後のシングル作品となっている。

## 収録曲

### CD
1. さよなら私の恋心
作詞：新山詩織・Chara　作曲・編曲：Chara
2. らくがきちょう
作詞：新山詩織　作曲：山口俊樹　編曲：Sweet Crue
3. さよなら私の恋心 (instrumental)
4. らくがきちょう (instrumental)

### DVD
1. さよなら私の恋心 (Music Video盤)
2. 全国ツアー 2016-2017「ファインダーの向こう」から5曲収録 (ライブ盤)

## レコーディング参加
- 新山詩織 - ボーカル、アコースティックギター
  - 名越由貴夫 - ギター (#1)
  - 金子健太郎 - ギター (#2)
  - Shigekuni - ベース (#1)
  - 柳原旭 - ベース (#2)
  - 神谷洵平 - ドラム (#1)
  - 橋谷田真 - ドラム (#2)
  - 神佐澄人 - キーボード (#2)
  - 成田真樹 - マニピュレーター (#1)